# بورصة سويسرا
بورصة سيكس السويسرية (SIX Swiss Exchange) (سابقًا بورصة إس دابليو إكس:SWX Swiss Exchange)، ومقرها في زيورخ، هي بورصة رئيسية في سويسرا (الأخرى هي بورصة بيرن). تتداول أيضًا في الأوراق المالية الأخرى مثل السندات الحكومية السويسرية والمشتقات مثل خيارات الأسهم.

## لمحة عامة
بورصة سيكس السويسرية مملوكة بالكامل لـ مجموعة سيكس ‏، وهي شركة محدودة عامة غير مدرجة ويديرها 122 مؤسسة مالية.
تأسست البورصة في وضعها الحالي في عام 1993 من خلال دمج بورصة جنيف وبورصة بازل وبورصة زيورخ لتأسيس Verein Schweizerische Effektenbörse والمعروفة باللغة الإنجليزية باسم Swiss Exchange.
تم تغيير الاسم إلى SWX Swiss Exchange في عام 1999. في عام 2002، تم تغيير الجمعية إلى شركة عامة محدودة. في يوليو 2004، رفضت اقتراح اندماج من البورصة الألمانية، والذي توقع المحللون أنه مربح للعديد من الشركات الصغيرة المدرجة لديها.